# Chiesa di San Martino Vescovo (Gargnano)
La chiesa di San Martino Vescovo è la parrocchiale di Gargnano in provincia di Brescia. Risale al XVIII secolo.

## Storia

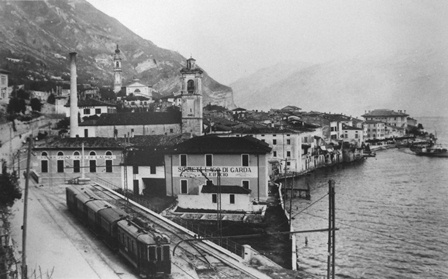
Gargnano negli anni trenta, panorama con la chiesa di San Martino al centro, sullo sfondo.

Il primo edificio religioso a Gargnano con dedicazione a San Martino fu la pieve dell'XI secolo, quasi certamente costruita dai benedettini. Era una chiesa di grandi dimensioni, con tre navate e dotata di otto altari.
A partire dalla metà del XVIII secolo si iniziò a pensare che l'edificio medievale non fosse più adeguato alle esigenze della comunità e, dal 1722, cominciò la costruzione di una nuova torre campanaria. Anche l'altare maggiore che ci è pervenuto venne realizzato a partire da quel periodo.
Seguendo il progetto presentato dall'architetto Antonio Perpenti nel 1785 si pose mano alla struttura della chiesa, che venne riedificata sullo stesso sito della precedente e fu quasi completata nella sua parte muraria entro il 1788. Il nuovo tempio venne dotato di cinque altari.
All'inizio del XIX secolo nella cantoria venne costruito l'organo dal mantovano Luigi Montesanti poi, nel 1832, fu completata la copertura della torre campanaria e, cinque anni dopo, sotto la direzione di Rodolfo Vantini l'intero edificio fu oggetto di un rimaneggiamento e completamento. Dopo la metà del secolo ai cinque altari esistenti ne venne aggiunto un sesto, dedicato alla Santa Croce.
Alla fine dell'Ottocento fu rivista e riparata la copertura del tetto e iniziò un ciclo di interventi per arricchire le decorazioni con stucchi e rinnovare la pavimentazione della sala con marmo locale di due colori, bianco e rosso. Venne poi costruita la nuova sacrestia che venne a sua volta decorata.
Col nuovo secolo l'altar maggiore venne arricchito di un baldacchino e l'organo venne revisionato e riparato.
La solenne consacrazione venne celebrata nel 1937.
Un ultimo e recente ciclo di restauri conservativi si è concluso nel 2005.

## Descrizione
La chiesa ha una facciata neoclassica e un'alta torre campanaria che domina Gargnano.
L'interno è a navata unica e conserva la Morte di Sant'Alberto di Andrea Celesti, il Battesimo di Giovanni Andrea Bertanza e la Morte di Sant'Andrea di Giambettino Cignaroli.